# بيوتر جيرو
بيوتر جيرو (بالسويدية: Piotr Giro)‏ هو مصمم رقص وممثل سويدي، ولد في 16 يناير 1974 في واوب جيخ في بولندا.

## وصلات خارجية
- بيوتر جيرو على موقع IMDb (الإنجليزية)
- بيوتر جيرو على موقع قاعدة بيانات الأفلام السويدية (السويدية)
- بيوتر جيرو على موقع قاعدة بيانات الفيلم (الإنجليزية)